# Linda Rama
Linda Rama (ur. 30 grudnia 1964 w Tiranie jako Linda Basha) – albańska nauczycielka, ekonomistka i politolożka, działaczka praw dziecka, doktor nauk ekonomicznych; autorka kilkudziesięciu prac naukowych, raportów i artykułów z zakresu ekonomii, zarządzania, polityki publicznej oraz samorządu terytorialnego. Jest żoną premiera Albanii Ediego Ramy.

## Życiorys
W 1987 roku ukończyła studia ekonomiczne na Uniwersytecie Tirańskim, następnie pracowała w kombinacie włókienniczym oraz w latach 1991–2 wykładała ekonomię na ukończonej przez nią uczelni. W 1992 roku wyjechała do Pragi, studiując na Uniwersytecie Środkowoeuropejskim; po dwóch latach powróciła do Tirany, gdzie pracowała na Uniwersytecie Europejskim i ponownie na Uniwersytecie Tirańskim jako wykładowczyni ekonomii oraz w Narodowej Agencji Prywatyzacji, której została dyrektorem generalnym w roku 1997.
W 1996 roku uzyskała stopień doktora nauk ekonomicznych; przez trzy lata należała do Rady Nadzorczej Centrum Rejestracji Akcji. W 1999 roku współzałożyła Centrum Promocji Rozwoju Społecznego, będącym jednym z pierwszych niezależnych think tanków w Albanii.

## Publikacje[6][a]
- Social Insecurity (1995)
- Privatization Five Years After (1996)
- The Power Brokers: A Survey of Energy in the Post-Communist World (1996)
- Privatization and transition in Albania  (1997)
- The Taxman Cometh – Taxation and the Post-Communist Transition: A Survey (1997)
- Trade Winds Shift - Changing Patterns of International Trade in Transition Countries (1997)
- Barriers to Entry and Growth of New Firms in Albania (1998)[7]
- Human Development Report Albania (1998)
- Human Development Report Albania (2000)
- Enabling Small Enterprise Development through a Better Business Environment (2002)
- Human Development Report Albania 2002: Challenges of Local Governance and Regional Development (2002)
- The Albanian Response to the Millennium Development Goals (2002)[8]
- Albania: Poverty assessment/Rapid Assessment of Trafficking in Children for Labour and Sexual Exploitation in Albania (2003)[9]
- Barriers to Entry and their Impact on Firms’ Performance in Albania (2003)
- Child Trafficking in Tirana, Vlora, Korca and Elbasan (2003)
- Promoting Local Development Through the MDGs: Berat Region (2003)
- Promoting Local Development Through the MDGs: Diber Region (2003)
- Promoting Local Development Through the MDGs: Elbasan Region (2003)
- Promoting Local Development Through the MDGs: Shkoder Region (2003)
- Removing administrative barriers to investment (2003)
- Living conditions and inequality in Albania (2004)
- Skills Needs in Albania (2004)
- Sustaining Growth Beyond the Transition: A World Bank Country Economic Memorandum (2004)
- Persons with Disabilities in Albania: Poverty Alleviation and Integration (2005)[10]
- Poverty in a prolonged transition (2005)
- Rationalizing social spending to accelerate social development (2006)
- Restructuring Public Expenditure to Sustain Growth, Volume I (2006)
- Albania Restructuring Public Expenditure to Sustain Growth, Volume II (2006)
- Sustainable Development Strategy of Gjakovë/Dakovica Municipality (2006)
- Youth - A new generation for a new Kosovo (2006)
- Learning to learn and entrepreneurship learning competences in VET and higher education (2007)
- Third Sector Development I Albania: challenges and opportunities (2009)
- Entrepreneurial learning vocational education and training in Albania (2011)
- Implementation of the Roma Integration Strategy in Albania (2013)[11]
- Developing a sustainable system for addressing violence against women in Albania (2014)[12]
- Skills Needs in Albania (2014)
- Human Development Report Albania: Functionality (2016)
- Women in Boards & Senior Positions in Companies Operating in Albania (2016)[13]
- Work Based Learning in EU Candidate Countries (2017)
- Career Guidance and Counseling Service Level at Public and Private Universities in Albania (2018)
- Continuing professional development for vocational teachers and principals in Albania (2018)
- Pillars of Civil Society, more effective cooperation of civil and state sector in Albania (2018)
- Digital competences of the teachers in Albania (2020)
- Local Governance Mapping in Albania (2020)
- Country Brief – Albania (2021)
- The role of private sector in Albania under EU assession process (2022)

## Życie prywatne
Ma córkę Reę.